# Itálie na Letních olympijských hrách 1900
Itálii na Letních olympijských hrách v roce 1900 ve francouzské Paříži reprezentovala výprava 24 sportovců (23 mužů a 1 žena) v 7 sportech.

## Medailisté
| Medaile | Jméno          | Sport     | Soutěž        |
| ------- | -------------- | --------- | ------------- |
| Zlato   | Antonio Conte  | Šerm      | Maters šavle  |
| Zlato   | Gian Giorgio   | Jezdectví | Skok do výšky |
| Stříbro | Italo Santelli | Šerm      | Maters šavle  |
| Stříbro | Gian Giorgio   | Jezdectví | Skok do dálky |